# František Kubů
František Kubů (* 1. listopadu 1953 Mariánské Lázně) je český historik. Zabývá se německými středověkými dějinami a dějinami Chebska a Prachaticka.

## Život
Narodil se v Mariánských Lázních, kde v letech 1969–1973 vystudoval gymnázium. Poté studoval v letech 1973–1978 dějiny, archivnictví a pomocné vědy historické na Filosofické fakultě University Karlovy u profesora Ivana Hlaváčka.
V letech 1978–1987 pracoval jako archivář v Chebu. V letech 1987–1989 byl správcem zámku Hrádek u Nechanic. V roce 1990 pracoval jako historik v Prachatickém muzeu. V letech 1991–1993 působil v Historickém ústavu Akademie věd České republiky. V roce 1994 se vrátil jako historik do Prachatického muzea.

## Dílo
Věnuje se dějinám Štaufů a dějinám Německa v období vrcholného středověku. Dalšémi tématy jeho prací jsou: dějiny Chebska, česko-německé vztahy v období vrcholného středověku, drobná šlechtická sídla v předhůří Šumavy a Zlaté stezce.

## Spisy
- KUBŮ, František. Štaufská ministerialita na Chebsku. 1. vyd. Cheb: Chebské muzeum, 1997. 128 s. ISBN 80-85018-09-8.
- KUBŮ, František. Chebský městský stát : počátky a vrcholné období do počátku 16. století. 1. vyd. České Budějovice: Veduta, 2006. 212 s. ISBN 80-86829-15-4.
- KUBŮ, František; ZAVŘEL, Petr. Zlatá stezka : historický a archeologický výzkum významné středověké obchodní cesty. 1. vyd. Svazek 1, Úsek Prachatice - státní hranice. České Budějovice: Jihočeské muzeum v Českých Budějovicích, 2007. 190 s. ISBN 978-80-86260-62-4.
- KUBŮ, František; ZAVŘEL, Petr. Zlatá stezka : historický a archeologický výzkum významné středověké obchodní cesty. 1. vyd. Svazek 2, Úsek Vimperk - státní hranice. České Budějovice : Prachatice: Jihočeské muzeum v Českých Budějovicích : Prachatické muzeum, 2007. 230 s. ISBN 978-80-86260-82-2.
- KUBŮ, František; ZAVŘEL, Petr. Zlatá stezka : historický a archeologický výzkum významné středověké obchodní cesty. 1. vyd. Svazek 3, Úsek Kašperské Hory - státní hranice. České Budějovice: Jihočeské muzeum v Českých Budějovicích, 2009. 263 s. ISBN 978-80-87311-06-6.
- KUBŮ, František; ZAVŘEL, Petr. Zlatá stezka : historický a archeologický výzkum významné středověké obchodní cesty. 1. vyd. Svazek 4, Úsek státní hranice - Pasov. Prachatice: Prachatické muzeum, 2015. 672 s. ISBN 978-80-87421-21-5.